# Padres paulistas

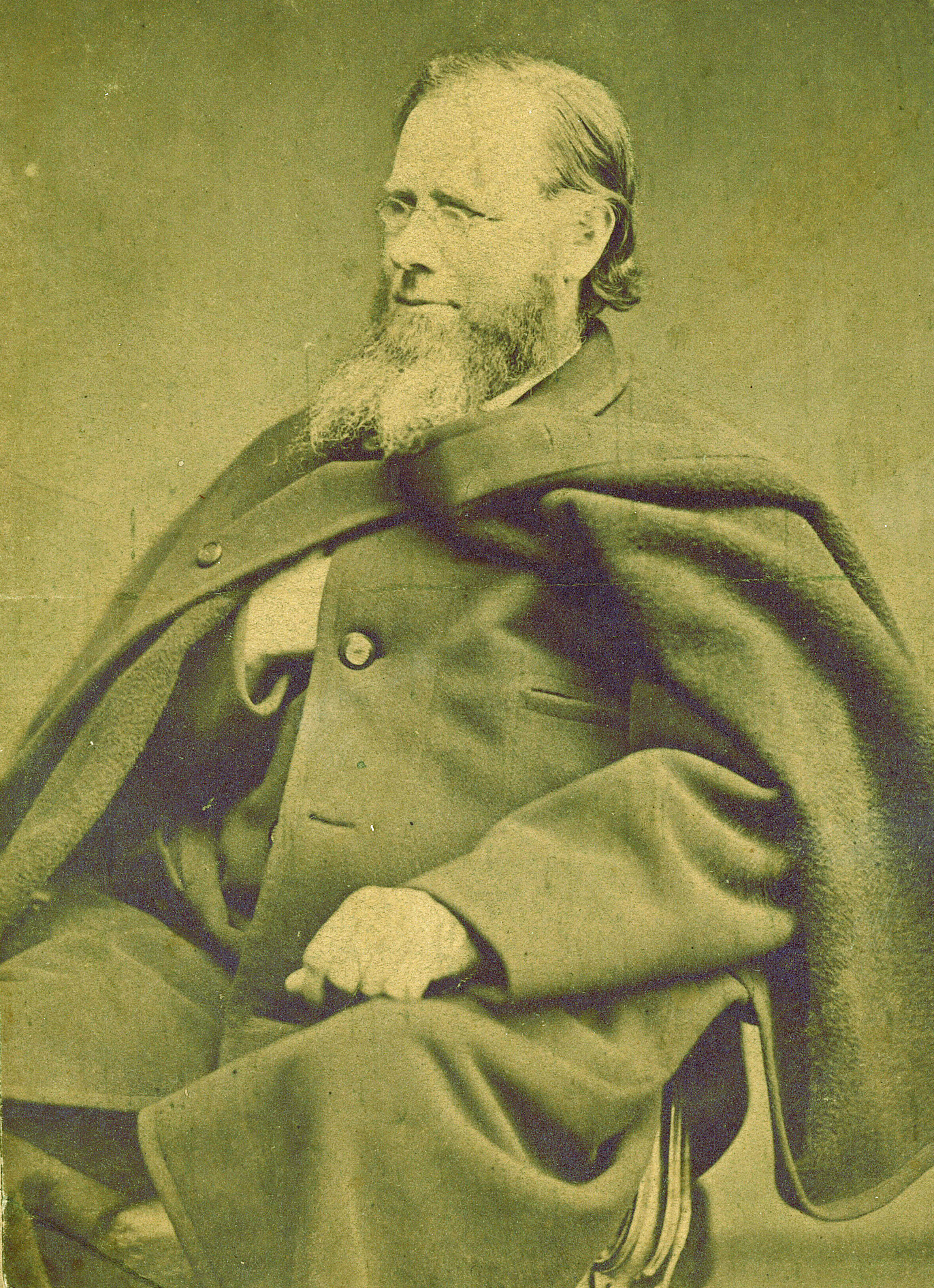
Isaac Hecker, fundador de los padres paulistas.

Padres paulistas es como se denomina coloquialmente a los miembros de la Sociedad de sacerdotes misioneros de San Pablo Apóstol, una sociedad de vida apostólica de misioneros fundada en Roma y en Nueva York en 1858 por el presbítero y Siervo de Dios Isaac Hecker, en compañía de otros cuatro, todos procedentes de la Congregación del Santísimo Redentor.
Fue aprobada por el sumo pontífice Pío X en septiembre de 1908 convirtiéndose rápidamente en una de las instituciones religiosas católicas más propagadas en Estados Unidos.